# Pleurothallis wacketii
Pleurothallis wacketii là một loài thực vật có hoa trong họ Lan. Loài này được Handro & Pabst miêu tả khoa học đầu tiên năm 1971.